# Déievo
Déievo (en rus: Деево) és un poble de l'óblast de Sverdlovsk, a Rússia, segons el cens del 2010 tenia 938 habitants.